# Király utca (Budapest)
Király utca est une rue de Budapest située dans les quartiers de Terézváros (6e arrondissement) et d'Erzsébetváros (7e arrondissement), entre Deák Ferenc tér et Lövölde tér.
Elle doit son nom (en hongrois « rue du Roi ») à l'auberge König von Engelland (en allemand « Roi d'Angleterre ») qui était située à son extrémité près de la place Deák.

## Aménagement
Dans sa partie occidentale, la circulation est restreinte à un sens unique avec vitesse limitée. Au niveau de l'Université de musique Franz-Liszt (Nagymező utca) et delà du Nagykörút, la rue s'élargit et se dote de nombreux restaurants rapides et d'épiceries de nuit. C'est dans cette partie que circule la ligne  70 du trolleybus de Budapest.

## Personnalités associées

### Sont nés à Király utca
- Andrew Grove (1936-), ingénieur et docteur en génie chimique, chef d'entreprise américain d'origine hongroise.
- Eugene Wigner (1902-1995), physicien théoricien hongrois naturalisé américain.

### Ont vécu à Király utca
- Ferenc Erkel (1810-1893), compositeur, pianiste et chef d'orchestre hongrois.
- Leó Weiner (1885-1960), compositeur et professeur hongrois.
- Gyula Kabos (1887-1941), acteur hongrois.
- Szidi Rákosi (1852-1935), actrice hongroise.
- Gábor Agárdy (1922-2006), acteur hongrois.